# Marie de Lusignan (1215-1251)
Pour les articles homonymes, voir Marie de Lusignan.
Marie de Lusignan (mars 1215 - 5 juillet 1251/1253), est l'épouse du comte Gautier IV de Brienne et fut comtesse de Brienne de son mariage en 1233 jusqu'à la mort de son mari aux croisades en 1244. Ses parents sont le roi Hugues Ier de Chypre et Alix de Champagne-Jérusalem, faisant d'elle la petite-fille maternelle de la reine Isabelle Ire de Jérusalem. Ses deux fils sont Jean de Brienne et Hugues de Brienne. 

## Famille
Marie est née quelque temps avant mars 1215, elle est la fille aînée du roi Hugues Ier de Chypre et d'Alix de Champagne-Jérusalem, fille de la reine Isabelle Ire de Jérusalem et d'Henri II de Champagne. Elle avait une sœur cadette, Isabelle, et un frère, Henri, qui a succédé à son père à sa mort en janvier 1218. En 1225, sa mère épouse en secondes noces Bohémond V d'Antioche, après qu'elle et sa sœur Philippa eurent longtemps été mêlées à une dispute amère avec Blanche de Navarre au sujet du comté de Champagne, conflit qui fut plus tard connu sous le nom de guerre de succession de Champagne.   

## Mariage et descendance
Avant le 21 juillet 1229, Marie fut fiancée à Pierre Ier de Bretagne dont la femme Alix de Thouars était morte en 1221 ; cependant, le pape a interdit l'union en raison de leur consanguinité au quatrième degré. 
En 1233, elle épouse finalement le comte Gautier IV de Brienne. Le mariage a été arrangé par son oncle Jean de Brienne. Son mari était également comte de Jaffa et d'Ascalon, dont le titre lui avait été accordé par son père Gautier III de Brienne en 1221. 
Marie et Gautier ont eu trois fils : 
- Jean de Brienne (vers 1235-1260/61) : comte de Brienne, épouse Marie d'Enghien ; mort sans enfant ;
- Hugues de Brienne (vers 1240-9 août 1296), comte de Brienne, épouse d'abord Isabelle de la Roche, héritière de Thèbes, fille de Guy Ier de la Roche, duc d'Athènes, avec qui il eut deux enfants, Gautier V de Brienne et Agnès de Brienne (épouse du comte Jean II Blondel de Joigny) ; il épouse en secondes noces la princesse Hélène Comnène Doukaina, dont il eut une fille, Jeanne de Brienne (épouse du duc de Naxos Niccolò Sanudo) ;
- Amaury de Brienne, mort jeune.

Marie devient veuve en octobre 1244 après le meurtre de Gautier au Caire. Il avait été fait prisonnier à la suite de la défaite de la bataille de La Forbie où il dirigeait l'armée croisée contre les forces égyptiennes. Leur fils aîné lui succède comme comte de Brienne. Marie est restée à la cour chypriote et y est décédée le 5 juillet 1251 ou 1253. 
En 1267, après la mort du roi Hugues II de Chypre, le fils de Marie, Hugues, revendiqua le trône chypriote pour lui-même, mais la Haute Cour de Jérusalem lui préféra son cousin, le fils d'Isabelle de Lusignan, Hugues de Poitiers.